# Churva-Synagoge

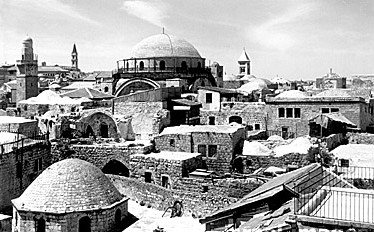
Die Churva-Synagoge vor 1948

Die Churva-Synagoge (hebräisch בֵּית הַכְּנֶסֶת הַחֻרְבָּה Bejt ha-Knesset ha-Churva, deutsch ‚Ruinen-Synagoge‘ wegen des lange Jahre unvollendeten Baus; vollständiger Name חורבת רבי יהודה החסיד Churvat Rabbi Jehuda he-Chassid, deutsch ‚Ruine des Rabbis Jehuda he-Chassid‘), im jüdischen Viertel der Jerusalemer Altstadt gelegen, ist eine aschkenasische Synagoge und war eine der bedeutendsten Synagogen im Jischuv und bis zu ihrer Zerstörung im Arabisch-Israelischen Krieg 1948 Jerusalems Hauptsynagoge.

## Erstellung
Eine der ersten Einwanderergruppen von ca. 300–1000 aschkenasischen Juden aus Polen begann im Jahr 1700 den Synagogenbau unter der Leitung von Rabbi Jehuda He-Chassid in unmittelbarer Nähe zur 1589 von den Osmanischen Herrschern geschlossenen Ramban-Synagoge. Sie sollte ein neues Zentrum für die wachsende jüdische Gemeinde in Jerusalem werden. Nach Jehudas Tod konnte die daraufhin schwindende aschkenasische Gemeinde die Verbindlichkeiten nicht begleichen, was zu Unruhen und schließlich 1720 zu einem Baustopp und zur Vertreibung der Gemeinde aus Jerusalem führte. Das Gebäude wurde 1721 von den arabischen Geldgebern durch Feuer unbrauchbar gemacht. Der unvollendete, ausgebrannte Synagogenbau führte zum Namen Churva, was übersetzt Ruine bedeutet.

## Fertigstellung
1816 kam Rabbi Menachem Mendel von Schklou von Safed nach Jerusalem und erlangte eine endgültige Auslösung der aschkenasischen Gemeinde von allen noch bestehenden Schulden, was eine wichtige Grundlage für den Wieder- bzw. Weiterbau der Synagoge war. Ein weiteres Problem war ein Gesetz der osmanischen Herrscher, das jeglichen Synagogenbau strikt verbot.
1832 übernahm Muhammad Ali aus Ägypten die Herrschaft über Jerusalem. Er lockerte das Bauverbot insofern, als bestehende Synagogen repariert werden durften. Erst 1836, unter dem Einfluss von Salomon Meyer Freiherr von Rothschild, führten Verhandlungen zum Erfolg und zur Aufhebung des osmanischen Bauverbots.
Dank der Unterstützung von James de Rothschild (Jakob Rothschild) und anderen Persönlichkeiten, z. B. König Friedrich Wilhelm IV. von Preußen, wurde die Synagoge finanziert, nach Plänen von Assad Effendi im neobyzantinischen Stil ab 1854 gebaut und 1856 als erste Kuppelsynagoge in der Synagogenbaugeschichte fertiggestellt. Sie war mit 12,8 m hohen Fensterbögen und einer Deckenhöhe von 25 m eins der größten und weithin sichtbaren Gebäude in der Jerusalemer Altstadt.

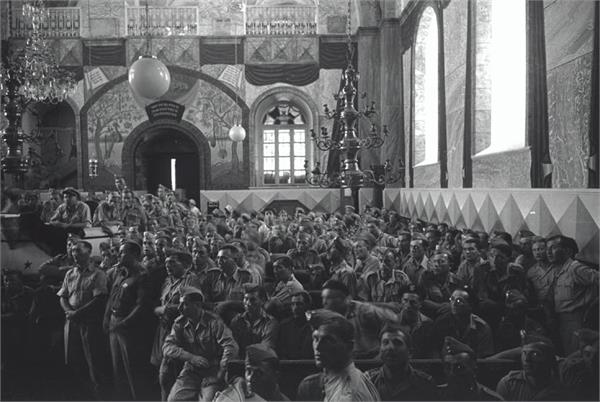
Innendekor am 1. August 1942 bei einem Besuch jüdischer polnischer Soldaten

Sie erhielt den Namen Beit Jaʿaqov (Haus Jakob), in Anlehnung an Jakob Rothschild, den Vater der zwei wichtigsten Unterstützer des Synagogenbaus, der Brüder Alphonse und Edmond de Rothschild. Dennoch behielt sie in der Bevölkerung ihren Namen Churva.
84 Jahre lang war die Churva die schönste und wichtigste Synagoge im Jischuw, was sich an mehreren Höhepunkten zeigte. Beispielsweise beheimatete sie die größte Jeschiwa Jerusalems, in ihr wurden die aschkenasischen Oberrabbiner von Jerusalem und Palästina eingesetzt, und am 3. Februar 1901 wurde ein Gedenkgottesdienst für Königin Victoria abgehalten.

## 1948

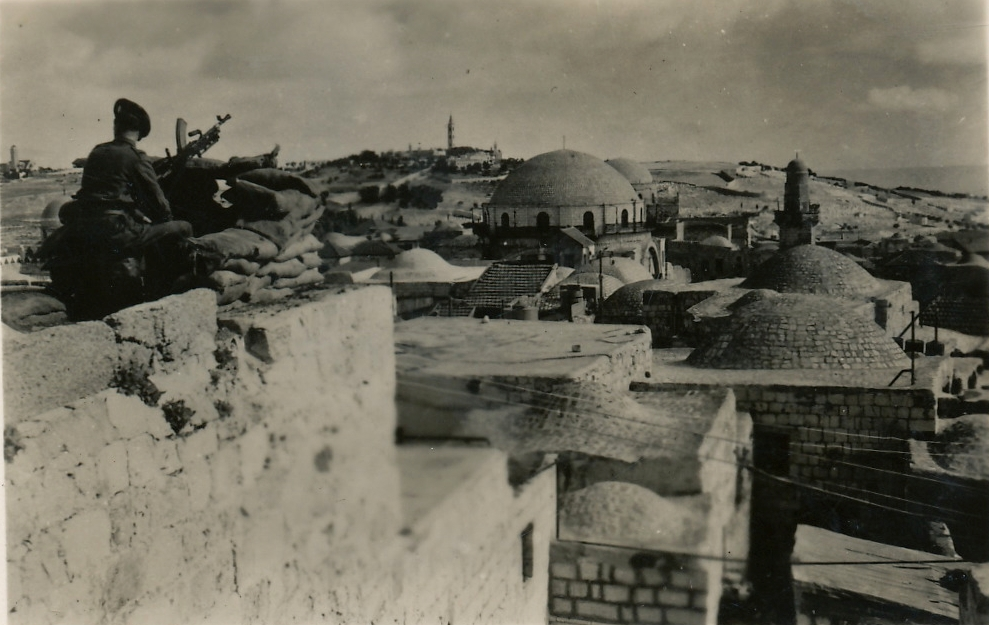
Blick aus dem Armenischen Viertel nach Osten, die Churva-Synagoge in der Bildmitte. Mit britischem MG-Posten kurz vor dem Abzug 1948.

Im Arabisch-Israelischen Krieg 1948 hatte die Churva-Synagoge aufgrund ihrer Größe und Lage eine starke strategische Bedeutung. Die Hagana erstellte in der Synagoge eine Verteidigungsstellung. Die Jordanische Arabische Legion forderte über das Rote Kreuz zur Kapitulation auf, was jedoch von der Hagana ausgeschlagen wurde. Soldaten der Arabischen Legion sprengten daraufhin am 27. Mai 1948 ein Loch in die Umfriedungsmauer der Synagoge und eroberten das Gebäude nach einem 45 Minuten andauernden Kampf. Danach hissten die jordanischen Soldaten die Flagge Jordaniens auf der Kuppelspitze, und sprengten den gesamten Komplex.
Der jordanische Kommandeur der Operation Major Abdullah at-Tall kommentierte seinen Sieg: "Zum ersten mal seit 1000 Jahren verbleibt kein einziger Jude im Jüdischen Viertel. Kein einziges Gebäude verbleibt intakt. Das macht eine Rückkehr der Juden unmöglich."

## Seit 1967
Nachdem Jerusalem nach dem Sechstagekrieg unter israelische Verwaltung gekommen war, wurden mehrere Pläne eines modernen Synagogen-Neubaus entworfen. Realisiert wurde aufgrund anhaltender Auseinandersetzungen zwischen mehreren Architekten und Archäologen jedoch keiner. 1977 wurde der 16 m hohe Große Bogen der Synagoge, der einst ein markantes Merkmal des Gebäudes war, wieder errichtet. Als Ruine diente die Synagoge als Mahnmal.
Im Sommer 2003 wurden im Areal der Ruine auf einer Fläche von 300 m² durch das Archäologische Institut der Hebräischen Universität Ausgrabungen vorgenommen. Die Ausgrabungen brachten Belege von den vier bedeutenden Besiedelungsperioden des ersten Tempels (800 bis 586 v. Chr.), des zweiten Tempels (100 n. Chr.), der byzantinischen und der osmanischen Zeit zutage.
2005 wurde der Beschluss gefasst, die Synagoge nach den alten Plänen von Assad Effendi wieder aufzubauen, womit der Jerusalemer Architekt Nachum Meltzer betraut wurde. Als Projektbudget standen 6,2 Mio. $ zur Verfügung, die Projektdauer wurde mit vier Jahren veranschlagt. Bei einer Einsetzungszeremonie am 15. Februar 2007, noch während der Bauphase, wurde Rabbi Simcha HaCohen Kook zum Rabbi der Churva-Synagoge berufen.
Am 15. März 2010 wurde die Synagoge neu eingeweiht.

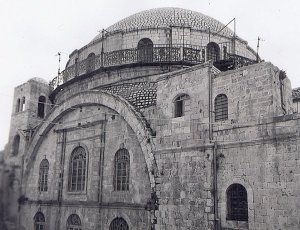
Außenansicht der Hurva vor der Zerstörung 1948
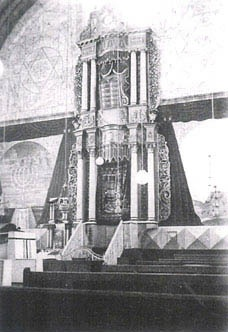
Innenansicht vor 1948
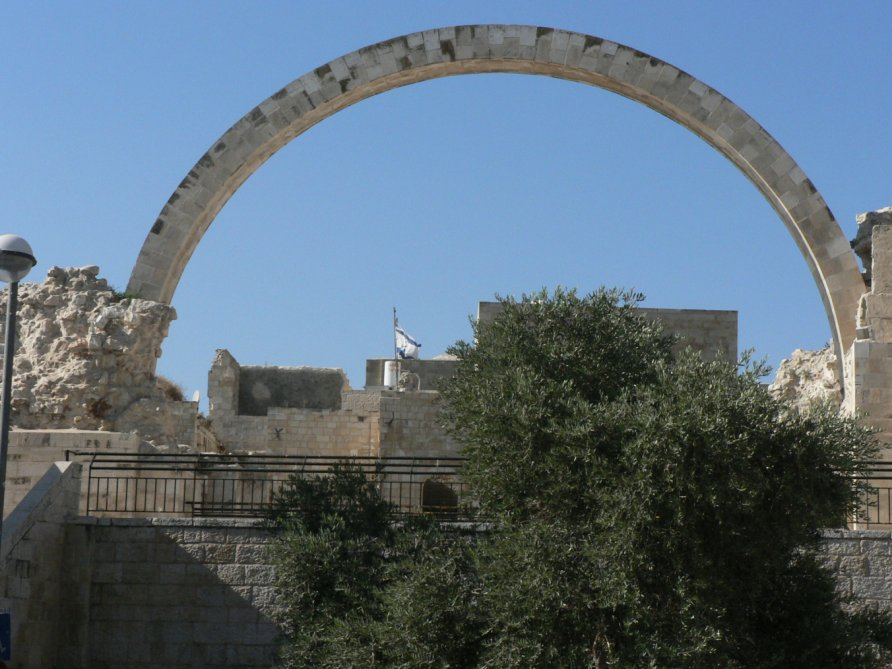
Der 1977 wieder errichtete Große Bogen
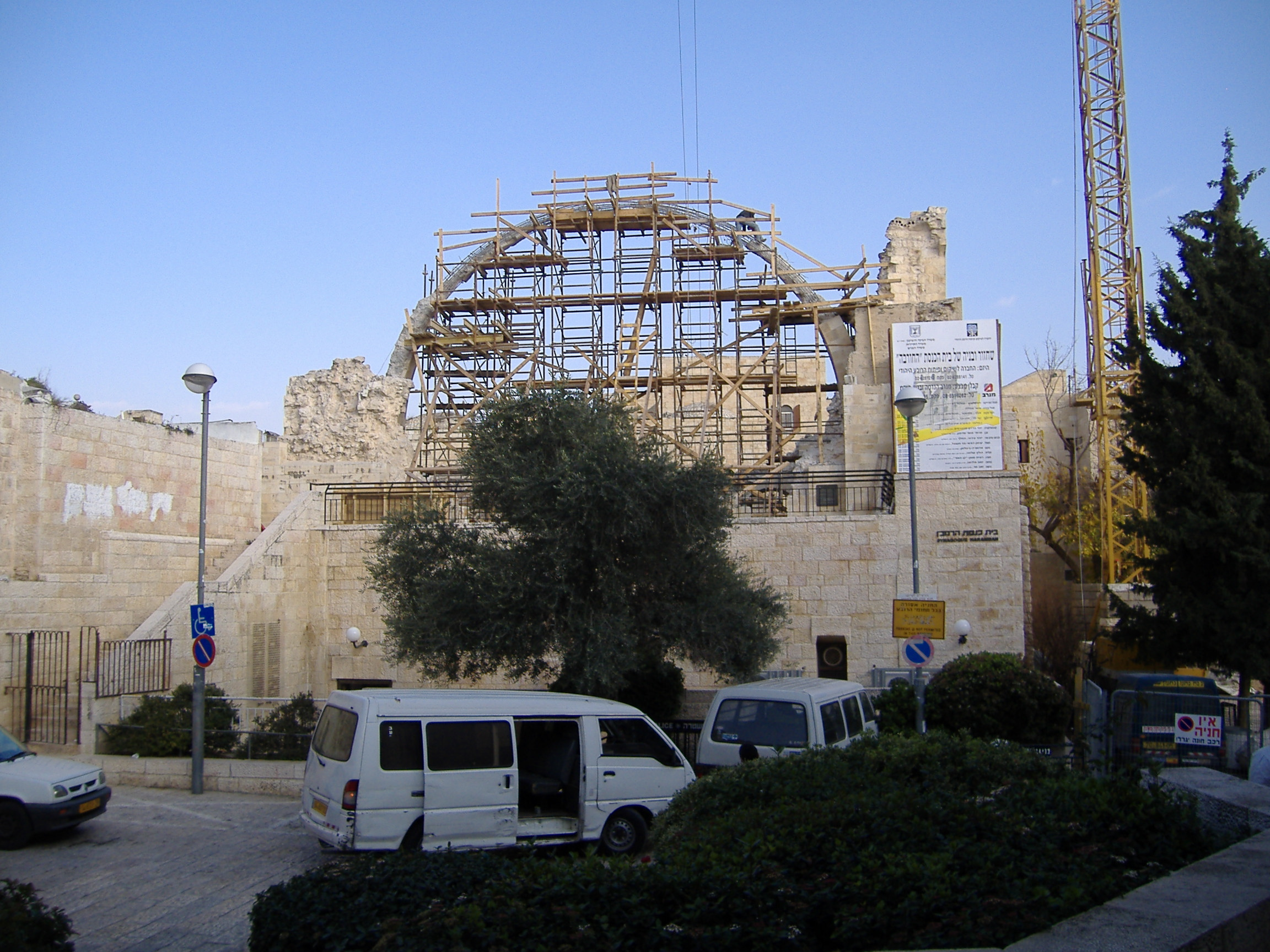
Abbau des Großen Bogens im Januar 2007
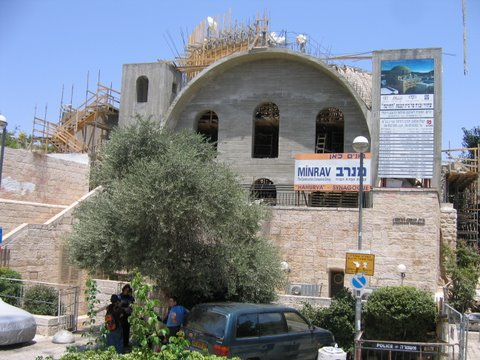
Rekonstruktion der Hurva, Juli 2007
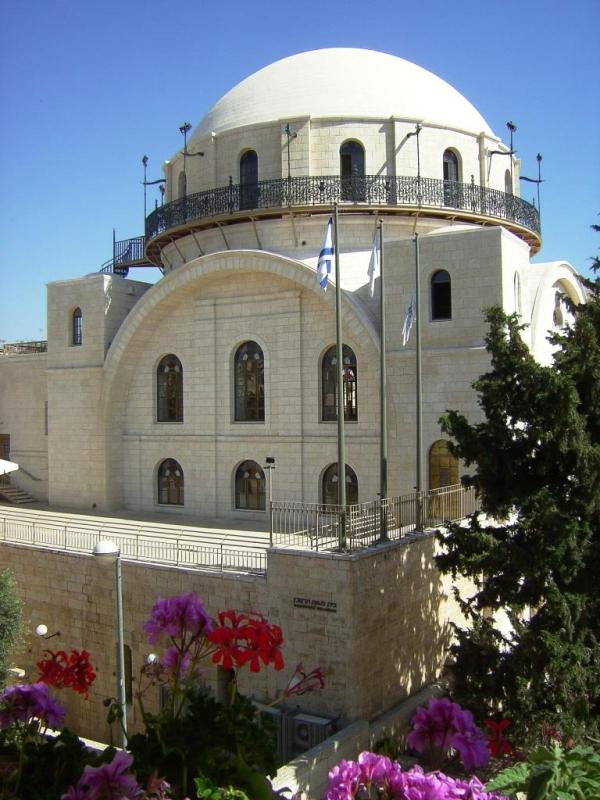
Nach der Wiederherstellung, Mai 2010

## Umgebung
Die Churva-Synagoge befindet sich in der Nachbarschaft mehrerer anderen Synagogen: der Ramban-Synagoge, der Tiferet-Yisrael-Synagoge (auch Nissan Bak genannt), und den Komplex der vier aneinander gebauten Sefardischen Synagogen.